# C3 Kulturális és Kommunikációs Központ
A C³ Kulturális és Kommunikációs Központ, amely 1996-ban a Magyar Soros Alapítvány, a Silicon Graphics Magyarország és a MATÁV együttműködési programjaként jött létre, egy sikeres hároméves kísérleti időszak eredményeképpen 1999-ben C³ Alapítvány néven önállósult.
A kelet-közép-európai régióban egyedülálló központ megalapítás óta a hálózati társadalommal, illetve kultúrával kapcsolatos diskurzus és újítások mindenki számára nyitott platformjaként támogatja a technikai médiumok széles körű elterjedését, valamint innovatív művészeti alkalmazást. A program több ezer nonprofit szervezetnek és magánszemélynek nyújtott hozzáférést az ingyenes internet használathoz, számítógép- és internetfelhasználói tanfolyamokat szervezett, valamint internetműhelyt hozott létre, amelyet bárki szabadon használhatott.
A C³ több információtechnológiai szolgáltatás fejlesztésében is részt vett. A Központ nevéhez köthető az első magyarországi ingyenes levelezőrendszer, a Freemail elindítása, valamint a MATÁV PKI Távközlésfejlesztési Intézetével közös kutatás eredményeként megalkották a publikus Webterminál prototípusát, amelyet Budapest több pontján elhelyeztek, lehetőséget adva a szabad internet-hozzáféréshez. A C³ működésének fontos eleme a kiadványok készítése, értve ez alatt mind a nyomtatott, mind az online kiadványokat.
A technológia fejlődésével a C³ egy folyamatosan gyarapodó, mind szélesebb körben hozzáférhető médiaművészeti gyűjteményt hozott létre, amely a már meglévő hálózati munkák mellé az elektronikus médiumok széles spektrumát (videó-, internet- és számítógép-alapú művek stb.) tartalmazza. Mindez kiegészül olyan kulturális adatbázisokkal, amelyek lefedik a technikai médiumok alkalmazásának szinte minden területét.
2003 óta rendezi meg a C³ Alapítvány a < 19 Szabadfogású Számítógépversenyt, amely a 19 év alatti generációra fókuszáló, az informatikai kreativitást ösztönző és az eredményeket nyilvánosan bemutató verseny és szellemi műhely.
A C³ továbbá szoros kooperációban dolgozik a Magyar Képzőművészeti Egyetem Intermédia Tanszékével.

## C³ története

### Soros Alapítvány Kortárs Művészeti Központ (SCCA)
Az 1990-es évek addig nem látott gyorsasággal változó kommunikációs kihívásai új típusú intézmények megvalósulásához vezettek. A C³ Kelet-Közép-Európa első médiaintézete a hasonló karakterű európai intézmények (Ars Electronica Center – Linz, ZKM – Karlsruhe, V2 lab – Rotterdam) alapításával egyidőben jött létre.
A C³ megalapításnak előzményei ugyanakkor visszavezethetőek a rendszerváltoztatást megelőző évekig, amikor is az MTA-Soros Alapítvánnyal együttműködve a budapesti Műcsarnok 1985-ben elindította kortárs képzőművészeti programját, Soros Alapítvány Képzőművészeti Dokumentációs Központ néven.
A Központ missziója elsősorban kortárs magyar képzőművészek átfogó dokumentációinak elkészítése valamint egy képzőművészeti adattár létrehozása volt. Mindemellett ösztöndíjakkal támogatta az akkori hivatalos kultúrpolitika által kirekesztett művészeket, valamint műtárgyvásárlásokon keresztül segítette számos múzeum gyűjtemény fejlesztését. A Központ 1991-től új néven, mint Soros Alapítvány Kortárs Művészeti Központ (SCCA), tevékenységi körét szélesítette, nemzetközi hálózatot épített, és a dokumentációk készítése mellett éves kiállításokat rendezett, kortárs magyar képzőművészek és művészeti intézmények részére támogatásokat nyújtott kiállítások megvalósítására, valamint kiállítási katalógusok elkészítéséhez. A hazai kortárs művészeti kiállítások helyszíne rendszerint az 1996-ig otthonunkul szolgáló Műcsarnok volt. A bemutatott művészeti ág évente változott, mivel ezek a kiállítások új ideák, művészeti formák, alkotók és elméletek bemutatásához kívántak teret adni.
A kiállítássorozat keretin belül valósult meg 1991-ben a SUB VOCE c. tárlat is, amely a hazai video, média- művészet első nagy nyilvános reprezentációja volt. Ebben az időben Magyarországon még kevésbé bevett gyakorlatként, nyilvános pályázati felhívás során egy 12 tagú zsűri döntött a bemutatásra került művekről, amelyek létrehozási költségét az SCCA támogatta. A tárlattal párhuzamosa volt látható az Imago, Fin de siecle in Dutch Contemporary Art c. vándorkiállítás, amely a holland video installációs művészet akkori tendenciáit igyekezett felvonultatni.
Ennek a folyamatnak a részeként valósult meg a Pillangó-hatás – A felfedezés előtti pillanat koordinátái c. magyar és nemzetközi médiaművészeti kiállítás, amely Magyarországon először kísérelt meg történeti kontextusban átfogó képet adni a jelen médiaművészetéről. A Média-Relikviák című rész a közép- és kelet-európai technológiai felfedezéseket és kísérleteket bemutató történeti egység, míg a Jelenkoordináták a magyar, valamint Közép- és Kelet-Európával kapcsolatban álló nemzetközi médiaművészeti alkotásokat felvonultató kortárs kiállítás volt. A teljes kiállításról CD–Rom jelent meg, website-ja pedig a bemutatott művek mellett a kiállításhoz kapcsolódó, A felfedezés előtti pillanat című nemzetközi szimpozion előadásainak anyagát is tartalmazza.

### C³ Kulturális és Kommunikációs Központ és Alapítvány
A C³ koncepciója tulajdonképpen egy jól időzített válasz volt a kilencvenes évek művészeti-kulturális tendenciáira. Alapítványok és üzleti cégek közös projektjeként a kutatás és produktivitás mellett kötelezte el magát, elsősorban a digitális médiumok területén. Hasonló együttműködés eredményeként jött létre 1996. június 26-án a magyarországi Soros Alapítvány, a Silicon Graphics Magyarország és a MATÁV támogatásával a C³ Kulturális és Kommunikációs Központ. A C³ eredetileg a Soros Alapítvány hároméves kísérleti programként indult. Az SCCA ezzel egyidőben elvesztette önállóságát, és a C³ keretein belül folytatta megújult tevékenységét.
Az 1996 és az 1999 közti időszak alatt, pályázati úton közel ezer nonprofit szervezet, több száz iskolai könyvtár, mintegy száz önfejlesztő iskola, 20 pedagógiai intézet, az Országos Közoktatási Intézet 26 szolgáltató pontja, számos közösségi iskola és városi könyvtár honalapját és E-mail fiókját készítette el bérmentve a C³.
A C³ megalapítása óta médiaelméleti, kritikai előadássorozatát és műhelytalálkozóit, rendszeresen nyílt napot tart, és bemutatja a régióban működő társintézményeket. Nagyszabású kiállítás- és rendezvénysorozatát folytatva 1996 óta több, mint 120 kiállítást, eseményt, bemutatót szervezett, melyek közül hat műcsarnoknyi méretű, komplex kiállítás és eseménysorozat volt, nemzetközi konferenciákkal, vetítésekkel, kiadványokkal (A pillangó-hatás www.c3.hu/scca/butterfly, Perspektíva www.c3.hu/perspektiva, Média Modell www.mediamodell.c3.hu, Látás vision.c3.hu, Kempelen kempelen.hu, Pillanatgépek pillanatgepek.c3.hu).
1996-ban a központ első igazgatójának az SCCA akkori vezetőjét Suzanna Mészölyt választották meg. Mindemellett a C3 rendelkezett egy önálló kuratóriumi bizottsággal, valamint az első évben nemzetközi tanácsadó testület segítette a program szakmai tevékenységét és külföldi partnerintézményekkel történő együttműködést. 1997-ben Mészőlyt a Soros Alapítvány felfüggesztette állásából. Utódja Peternák Miklós, a kuratórium addigi elnöke lett, aki mai napig igazgatja az intézményt.
A C³ országház utcai központjában könyvtárat és információs adattárat, valamint kiállítótermet működtettet, ahol multidiszciplináris események mellett, számos az Internettel és az új művészeti médiumokkal kapcsolatos oktató- és ösztöndíjprogram került megrendezésre. A Műhelyben a Silicon Graphics által biztosított számítógépekből, digitális berendezésekből összetevődő eszközparkja állt az érdeklődők, illetve az alkotók rendelkezésére. A hét minden napján nyitva tartó IntemetMűhelyben a látogatók ingyenesen barangolhattak az Interneten, előzetes bejelentkezés alapján.
1996. július 31-től kezdődően kerülte meghirdetésre a Soros Alapítvány C³ Műhelypályázata, amelynek célja olyan projektek támogatása volt, amelyek hozzájárulnak a kultúra és kommunikáció kérdéseinek jobb megértéséhez. Az 1996 decemberében elindított „Rroma Dub" program keretében az elektronikus zene eszközeivel kívánt különleges alkalmat adni roma fiatalok számára, hogy mind saját hagyományos, mind korosztályuk mai zenéjéből merítve kreatív módon tudják kifejezésre juttatni zenei identitásukat. A kiállító teremben a Központ megnyitásakor A hálózat mint a felfedezés eszköze címmel magyar művészek munkái kerültek bemutatásra.
A C³ 1997-ben indítottal a Freemail levelezőrendszerét, amely Magyarország első ingyenes elektronikus levelezést lehetővé tevő szolgáltatásaként indult. Az időközben kialakult piaci szolgáltatói szféra és az infrastruktúra fejlődésének következtében a civilszervezet részvétele háttérbe került, ezért a Freemail 1999. június 30-án az Origo portálhoz került. 2003-ban az oldal üzemeltetését a Magyar Telekom Nyrt. vette át és integrálta saját portfóliójába, a rendszer fejlesztése ugyanakkor megmaradt C³ felügyelete alatt.
1998 decemberében jelentek meg az ország közterein (Déli pályaudvar pénztárcsarnok Országos Széchényi Könyvtár előcsarnoka, Budagyöngye bevásárlóközpont, Első kerületi polgármesteri hivatal ügyfélszolgálata) a C³ által fejlesztett és üzembe helyezett Webterminálok, amelyek segítségével bárki szabadon internetezhetett. Az első kísérleti prototípus a C³ 1998-as, az őszi fesztivál keretében megrendezett nyílt napon került bemutatásra.
A három évre tervezett C³ pilot program működését az alapítók sikeresnek értékelték, és így 1999 novemberében létrehozták az önálló jogi státussal rendelkező, közhasznú C³ Alapítványt. Mindezzel párhuzamosan az SCCA hálózat megszűnésével létrejön az i_CAN (International Contemporary Art Network – Nemzetközi Kortárs Művészeti Hálózat) Hollandiában bejegyzett nonprofit, közhasznú egyesület. A C³ közreműködésével létrejött egyesület egyik fő célkitűzésének a kortárs képzőművészet területén a különböző kultúrák közötti cserék és együttműködések elősegítését határozta meg, különös tekintettel a közép- és kelet-európai régió művészetére. A nemzetközi kapcsolatok kereséses, illetve a hálózati gondolkodás a C³ megalakulásától kezdve központi szerepet kapott. Alapító és aktív tagja az ENCART (European Network of Cyber Art) hálózatnak, részt vett továbbá az ECB (European Cultural Backbone) médiaművészeti intézményeket összetömörítő kollektívának, amely főként a kulturális és közösségi szférák bevonását célozta meg, a hálózati kommunikáció előnyeit felismerhetővé téve. Négy éven át aktív résztvevője volt az EMARE (European Media Artists in Residency Exchange) rezidenciaprogramnak, valamint tagja volt a ResArtis nemzetközi művészeti rezidenciaközpontok hálózatának. A rezidenciaprogramok során készült munkákat rangos nemzetközi, mint pl. Ostranenie Festival, Dessau; Werklitz és a ROOT Festival, Hull. A C³ is egy-egy kiállítás keretében mutatta be a C³-ban dolgozó művészeket és rezidencia során megvalósult új alkotásokat.
A C³ számos területen aktív alakítója volt az új technológiák bevezetésének (ATM, ADSL, streaming media, video on demand, stb.), valamint kezdeményezőként számos hazai és nemzetközi projekt elindításában is részt vett. Példaként említhető a C³ társintézményeivel (ELTE, MTA SZTAKI, Matáv) közösen megvalósított, nagy sávszélességű internettel foglalkozó IKTA programja. Az önálló C³ Alapítvány 2000 augusztusában, az Internet szolgáltatók Tanácsa tagjaként, online domain regisztrációs és name szerver szolgáltatást indított.
A C³ reprezentációjának meghatározó eszköze a periodikák készítése, értve ez alatt mind a nyomtatott, mind a digitális kiadványokat. A Scripta 1998-ban azzal a céllal jött létre, hogy nagyobb láthatósághoz segítse a folyóiratokat, illetve hogy archiválja és katalogizálja a megjelent írásokat. Az oldalon megjelent folyóiratok az évek alatt folyamatosan önállósodtak, és így a scripta a régi számok archívumává vált. 2000-ben alapította az exindex című online művészeti magazinját, amely a hazai képzőművészetről nyújt naprakész információt, kritikáival, kiállítás ajánlóival, interjúkkal, művészek teljes portfóliójával, hazai és nemzetközi művészeti pályázatokról szóló ismertetőkkel. A C³ teljes honlapja folyamatos kiadványként tekinthető, állandóan újuló tartalmával, médiatörténeti és médiaelméleti kutatások eredményeinek publikálásával.
A C³ különböző szintű oktatási programok indításával és működtetésével igyekszik terjeszteni a digitális kultúra megjelenése, az információs társadalom működése által megkívánt új ismereteket. Kiemelt fontosságú feladatának tartja, hogy a következő generációk alkotó aktivitásának támogatása, inspirálása. Ennek részeként 2003 óta minden évben meghirdetésre kerül 19 év alatti fiataloknak rendezett <19 Szabadfogású Számítógépverseny.
2004-ben a C³ Alapítvány nem tudott egyezségre jutni az I. kerületi önkormányzattal a magas bérleti díj csökkentéséről, ebből adódóan a következő évben kénytelen volt elköltözni a jelenleg is bérelt Szpáhi utcai épületbe. Az Országház utcában kialakított központ hátrahagyásával, a C³ kénytelen volt feladni publikus tereit is: a C³ Galériát, előadótermet, könyv- és médiatárat, műhelyeket, laborokat. A műemlék jellegű épület ugyanakkor azóta is, üresen állnak, semmilyen hasznosításukra nem került sor, állapotuk kritikus.
A C³ Alapítvány közreműködött a Fiatal Képzőművészek Stúdiója Egyesület (FKSE) Képíró utcai galériájának megmentésében, illetve további működtetésében. Ennek az eredményeként 2007 szeptemberében a C³, az FKSE és a Magyar Képzőművészeti Egyetem együttműködésében létrejött a fiatal művészek pályakezdésének támogatását, a kortárs művészet oktatásához kapcsolódó projektek, valamint nemzetközi együttműködések keretében megvalósuló eseményeket elősegítő LABOR Galéria.
2003 és 2015 között az Alapítvány több, mint 20 Európa Uniós pályázat levezénylésében illetve partneri együttműködésben vett részt.
Még 1997-ben kezdte meg a C³ a magyar videóművészet fontos eredményeinek valamint az SCCA korábbi archívuminak megmentését és hozzáférhetővé tételét, és amelynek eredményeként 2013-ban elkészült a catalog.c3.hu. A katalógus háttér és példatárként, segítséget ad a médiaművészet és médiatörténet elmélyültebb tanulmányozásához. Internetes adatbázis formában, egységes szerkezetben teszi elérhetővé a C³ Kulturális és Kommunikációs Központ Alapítvány kortárs médiaművészeti gyűjteményét valamint a videóarchívum anyagait, kiegészítve forrásértékű szövegekkel, letölthető katalógusokkal, előadásokkal, írásokkal.

## C³ gyűjtemény
A C³ gyűjteménye tartalmazza a C³ támogatásával és közreműködésével létrejött médiaművészeti alkotásokat, internet alapú műveket, a rezidenciaprogram valamint a Műhelypályázat keretében elkészült munkákat, illetve a C³ által megvalósított projektek dokumentációját. Az online archívumban megtalálhatóak mindazok a C³ produkciójában készült műalkotások is, melyek nagyobb kiállításai, valamint a C³ Galéria eseményein kerültek bemutatásra, és nem az internetes reprezentáció volt a fő médiumuk.

### C³ Videoarchivum
A C³ videóarchívuma 1997-ben jött létre azzal a céllal, hogy gyűjtse és megőrizze a magyar videóművészeti alkotásokat valamint a C³ produkciójában illetve rendezésében megvalósult médiaművészeti rendezvények, kiállítások, események dokumentációit. Jelenleg ez az egyetlen archívum Magyarországon, ahol a médiaművészet ezen fontos szeletét a szisztematikus gyűjtés és feldolgozás nyomán tanulmányozni lehet, s egyedülálló azért is, mivel a kutatás történeti illetve nemzetközi kontextusba ágyazva teszi a műveket hozzáférhetővé.
A gyűjtemény tartalmazza az összes médiaművészeti alkotást, melyet 1996 óta a C³ produkciójában illetve támogatásával magyar és külföldi művészek hoztak létre illetve mutattak be a C³ által rendezett nemzetközi médiaművészeti és médiatörténeti kiállításokon, a C³ Galériában valamint egyéb hazai és külföldi rendezvények keretében. Net.art művek, installációk valamint a kortárs (média)művészettel kapcsolatos elméleti és történeti feldolgozások egyaránt részei a gyűjteménynek. Az anyagok begyűjtése és feldolgozása folyamatosan történik, együtt a művek leírásával, adatbázisba vitelével.
A C³ által kezdeményezett Magyar videóművészeti archívum és on-line adatbázis 1999-ben egy alapvető információkat tartalmazó weboldal publikussá tételével kezdődött és a Média Modell rendezvény keretében az Örökmozgó Filmmúzeummal közös szervezésben egy fél éves videósorozattal folytatódott, amely a magyar videóművészet történetéről adott áttekintést, heti rendszerességgel. A Média Modell kiállításon bemutatásra került a C³ videószervere, mint a videó prezentáció új, korszerű megoldása kiállítótérben. Az archívum első modell-szerű, pilot-változatának létrehozását a Magyar Mozgókép Közalapítvány és a Magyar Történelmi Film Alapítvány támogatta.
A 2013-ban publikussá tett új online archívumon több mint 700 mű és közel 250 esemény mellett számos, ezeket kontextualizáló forrásanyag, például katalógus, írás, előadás is elérhető. Ezekhez a tételekhez összesen több mint 700 megtekinthető videó tartozik és 1200 fotó.

## Mediamuseum.c3
Magyarországon a C³ Alapítványon kívül nincs olyan intézmény, mely következetesen és szisztematikusan foglalkozik a médiaművészet és médiatörténet kutatásával. Átfogó tanulmányok, könyvek, adatbázisok, kiadványok sem szólnak e transzdiszciplináris megközelítést jelentő területről. Ennek a hiánynak felismerése vezetett mediamuseum.C³.hu elindításához. A médiamúzeum kezdeményezése a C³ legjelentősebb vállalkozása létrejötte óta. Hiánypótló, új szempontú összegzés, amely az elmúlt fél évezred médiaarcheológiai áttekintésére és bemutatására az eddigi gyakorlatnak megfelelően a médiaművészet kontextusában vállalkozik. A jelen felől s a jövő számára mutat fel – összhangban a hasonló nemzetközi törekvésekkel – egy új és jórészt ismeretlen kulturális forrást, amely néhány év alatt, a megvalósulással szinkronban nemzetközi jelentőségű, kikerülhetetlen forrássá válhat.
A médiamúzeum oldalain és adatbázisában, rendezvényein és bemutatóin a kiválasztott történeti tárgyak, források, művek mellett az önmagukban töredékesnek tűnő közgyűjteményi illetve magánkezdemények kerülnének a középpontba. A közös kontextus, az összefüggések, kapcsolódások segítségével a szellemi alkotások világának új képe mutatkozna meg, ami az oktatástól kezdve a kultúra legtágabban vett értelmezéséig minden szereplő és használó számára fontos lehet.
A médiamúzeum önszerveződő rendszerként működne: önkéntes társulások és kölcsönös előnyökkel járó kooperációk laza hálózataként, amelynek szereplői maguk is alakíthatják a nem-statikus elemeket. Például a „nézd meg a weben és menj el az eredetihez” jegyében akár egyfajta kulturális turizmust ösztönözve, nemzetközi szinten is elérhetővé, vonzóvá téve válhat bemutathatóvá ezt az összetett, művészeti-technikai-tudományos elemeket ötvöző, rejtett hagyomány.
2013. november 22-én a Labor Galériában megrendezett Virtuális-e a valóság – A kortárs médiaművészet és a médiatörténet mérföldkövei, vagy a mediamuseum.c3.hu. c. kiállítás részeként valósult meg a projekt első nyilvános bemutatkozása. A tárlat formájában és funkciójában egyfajta manifesztumként és promócióként szolgált, valamint felhívás és felszólítás volt közreműködésre, támogatásra. A kiállított médiaarcheológiai leleteken, virtuális emléktáblák valamint a C³ internetes archívumát futtató munkaállomáson keresztül nem csak a mediamuseum.c3 intézményi és gyűjteményi koncepciójába nyerhetett betekintést a látogató, hanem a C³ Alapítvány 17 éves munkássága is láthatóvá vált.

## Kiállítások, események

### Perspektíva
Műcsarnok, Budapest; 1999. június 30. – augusztus 22.
A C³ és a Műcsarnok közös szervezésében megvalósult nemzetközi kiállítás, szimpózion és vetítéssorozat, amely a perspektíva találmányán alapuló képfajta átalakulásait mutatta be a reneszánsztól napjainkig
Kurátorok: Peternák Miklós és Beke László
http://www.c3.hu/perspektiva/
A kiállítás weboldalán a bemutatott művek reprodukciói mellett megtalálhatóak a Fókuszban a perspektíva című nemzetközi szimpózionról készített video-dokumentáció, információk a vetítéssorozat filmjeiről, az ENCART keretében megvalósult hálózati projekt bemutatása, valamint egy adatbázis, amely elsősorban a Magyar Képzőművészeti Főiskola könyvtárának gyűjteményén, a Szépművészeti Múzeum Grafikai és Festészeti Osztályán őrzött műveken és a BME Építészeti Tanszék archívumának szemléltető eszközein és Werner Nekes gyűjteményén alapuló történeti áttekintésén alapul.
A Perspektíva rendezvénysorozatról a Műcsarnok és a C³ nyomtatott katalógust jelentetett meg.

### MédiaModell
Műcsarnok, Budapest; 2000. augusztus 31. – szeptember 25.
Intermédia – Új képfajták – Interaktív technikák
Kurátorok: Angel Judit és Peternák Miklós
http://mediamodell.c3.hu
A Magyar Alkotóművészek Országos Egyesülete és a Műcsarnok együttműködéseként a millenniumi rendezvények keretében bemutatott nagyszabású kiállítás, amely az 1990-es évek médiaművészetéről nyújtott helyzetképet, kifejezetten a tárlatra készített alkotásokkal kiegészülve. A kiállítás és a kísérő rendezvények – előadások, vetítések, online bemutató – célja az új technológiai lehetőségekre alapozó művészeti munkák átfogó bemutatása volt, a hangsúlyt a legfiatalabb, az 1990-es években pályára lépő generáció munkásságára téve. A tíz éves Intermédia Tanszék (MKE) vendégeként a tíz éves KhM (Kunsthochschule für Medien, Köln) művészeinek munkái is szerepeltek a kiállításon.

### 2001: science + fiction / tudomány és fikció
Médiaművészeti rendezvénysorozat a C³ Alapítvány szervezésében
- 2001: science + fiction / tudomány és fikció (kurátor: Mélyi József) – Kortárs médiaművészeti kiállítás a Trafó Kortárs Művészetek Házában: 2001. június 7-17.
- Update 2.0 Kortárs médiaművészeti kiállítás a Goethe Intézetben: 2001. június 8-28.
- Tudomány és fikció a médiaművészetben – nemzetközi szimpózium a Francia Intézetben: 2001. június 11.
- Rejtett paraméterek – Erdély Miklós négy filmjének bemutatója a C³ Galériában: 2001. június 25. – augusztus 28.
- Intermédia diploma kiállítás a Magyar Képzőművészeti Egyetem Intermédia Tanszékén: 2001. június 13-16.

http://2001.c3.hu
A kiállítás a tudomány és fikció közötti viszonyrendszert tekintette asszociációs keretnek. A művészek által létrehozott munkák – melyek közös vonása a játékosság mellett az interaktivitás, valamint a hang és a kísérleti zene fontos szerepe – úgy szemlélhetők, mint a Jövő Múzeumának kiállítási tárgyai: játékok, tudományos kísérletek, mesterséges lények, szimulált űrhajós kiképző központ, rekonstruált (fiktív) találmány, színes zajok – akár egy közös térbe került technikai és művészeti gyűjtemény.
Rendhagyó módon a tárlat nemcsak a galériahelyiséget, hanem az épület egész területét – nagyterem, kávézó, lépcsőház – betöltötte.
A rendezvénysorozat a megszokottól eltérő formában, a kortárs művészet legújabb nemzetközi és hazai eredményeivel ismertette meg a közönséget. A bemutatott művek korszerű technológiát és a tudományos kutatás legújabb eredményeit használták fel, ezért a kiállítás nemcsak a művészet, de a komputertechnika és a tudomány iránt érdeklődő látogatók körében is visszhangra talált.

### Látás – kép és percepció
Kurátor: Peternák Miklós
Műcsarnok, Budapest; 2002. október 18. – november 17.
http://vision.c3.hu/
Látás – Kép és percepció címmel a Budapesti Őszi Fesztivál nyitó eseményeként a Műcsarnokban került megrendezésre a C³ Alapítvány és a Műcsarnok kiállítása, amelynek célja az emberi látás mint történeti, kulturális, technikai, neurobiológiai módszerekkel egyaránt megközelíthető aktív folyamat bemutatása műalkotások, demonstrációs táblák, eszközök és az interaktív multimédia segítségével.
A Műcsarnok valamennyi kiállítóterében megrendezésre került bemutató főbb egységei:
- Az első, legnagyobb műcsoport a kortárs médiaművészet eszközeivel, a művészet sajátosságainak megfelelően mutatta be a látás – kép és percepció témaköreit. Ehhez kapcsolódóan a C³ pályázatot írt ki olyan új művek létrehozására, amelyek a témához kötődve és elsősorban a technikai médiumok alkalmazásával készülnek. A kiírásra érkezett, megvalósításra alkalmas projektek elkészítésére a C³ Alapítvány Műhelypályázatának keretei között kerül sort.
- A második, történeti rész korábban készült műtárgyakra, eszközökre, dokumentumokra fókuszált. Itt a kutatók és a közönség számára hozzáférhetővé váltak olyan ritkán látható és tanulmányozható eredeti tárgyak és eszközök, melyek néhány kivételes alkalmaktól eltekintve el vannak zárva a nyilvánosság elől.
- A harmadik rész erre az alkalomra készült valamint a korábbi, hasonló témában kutatásokat folytató tudósok által készített demonstrációs tablókból állt, melyek bemutathatóvá tettek fontos, de értékük miatt hozzáférhetetlen és kölcsönözhetetlen műtárgyakat éppúgy, mint a téma és a kutatás megértését segítő szemléltető ábrákat, képeket.

A kiállításhoz készült kétnyelvű katalógus a kiállítás koncepciójának megfelelően nem von éles határvonalat a klasszikus, a kortárs képzőművészeti alkotások, valamint a tudományos céllal létrehozott, a látás kultúrtörténetéhez illetve az optikai és neurobiológiai kutatásokhoz készült képek és tárgyak között. A látás folyamatának sokféle megközelítését illusztráló, közel száz színes reprodukciót tartalmazó kötetet Peternák Miklós, Kovács Gyula és Vidnyánszky Zoltán valamint Marosi Ernő írásai nyitják.

### Aktív kép
Moszkva, National Centre for Contemporary Arts; 2005. június 10. – július 3.
Kurátor: Peternák Miklós
http://activeimage.c3.hu/index.html
Az 1990-es évet követő másfél évtizedben – elsősorban a digitális képfeldolgozás (digital image processing) hatására alapvetően megváltozott mindaz, amit a képről korábban gondoltunk. Mindehhez hozzájárul azon új felfedezések sorozata, melyet a látáskutatás paradigmaváltásából adódóan az emberi információfeldolgozás e kitüntetett formájáról megtudtunk, s még inkább amit nem, ami még megfejtésre vár. A C³ kiállítása erről a változásról adott egy sajátos, a művészi alkotás keretei között értelmezett helyzetképet. A kiválasztott és az „aktív kép” címmel egy térbe vont, az elmúlt években Magyarországon készített művek mindegyike – más-más módon – jól interpretálható e kontextusban is.

### Kempelen
Kurátor: Mélyi József
Társkurátor: Kálmán Rita
Műcsarnok, Budapest; 2007. március 24. – május 28.
http://www.kempelen.hu/
A C³ Alapítvány és a karlsruhei ZKM közös kiállítása Wolfgang von Kempelen (1734-1804) két kiemelkedő mechanikai találmánya, a sakkautomata és a beszélőgép középpontba állításával nem csupán a szerteágazó életmű legmaradandóbb emlékeire kívánt fókuszálni, hanem igyekezet számos párhuzamos történelmi-narratívát is megmutatni. Kempelen mint tudós, mérnök, művész, hivatalnok és magánember megjelenítése mellett bemutatta Mária Terézia és II. József udvarának világát, a korszak mechanikai találmányait, a szabadkőművesek mozgalmát, az évszázad török- és bábu-mániáját.
A kiállítás másik célja az innovatív gondolat történetének feldolgozása, a technika- és eszmetörténet Kempelen és szerkezetei által inspirált elemeinek bemutatása. A tárlat a történelmi összefüggések mellett olyan – részben kifejezetten erre az alkalomra készülő – kortárs médiaművészeti alkotásokat mutat be, amelyek Kempelen találmányainak gondolatköréből kiindulva találják meg az összefüggést a felvilágosodás kori ötletek és a jelen kérdései között.

### Pillanatgépek
Műcsarnok, Budapest; 2009. június 20. – augusztus 23.
Kurátorok: Nike Bätzner, Eva Schmidt
Társkurátorok: Peternák Miklós (C3) és José Lebrero Stals (Sevilla), Werner Nekes
http://pillanatgepek.c3.hu
A Pillanatgépek-kiállítás két, egymást keresztező elbeszélői perspektívából egybeszőtt történetet mesél el. Egyrészt több, mint 200 tárgyat mutat be Werner Nekes legendás gyűjteményéből, amely a hetvenes évek elejétől fogva szerkezetek, játékok, képek és elméleti értekezések segítségével a kísérleti filmes szemszögéből alkotja meg a mozi előtörténetét. A kiállítás másrészről a 20. század ötvenes éveitől napjainkig keletkezett, erre a különleges képi tradícióra visszautaló képzőművészeti alkotásokból válogat. A tárlat egyforma intenzitással fordul mindkét perspektíva felé; az elmúlt évszázadok tanulságos, titokzatos és szórakoztató oldala áll szemben az utóbbi negyven év avantgárd és konceptuális művészetével.

### Szubverzív részletek/Felforgató gyakorlatok
Trafó, Budapest; 2010. január 28. – 2010. február 28.
http://subversive.c3.hu
A Felforgató gyakorlatok c. kiállítás azokra a kísérleti és konceptuális művészeti gyakorlatokra fókuszált, amelyek a katonai diktatúrák és a kommunista rendszerek hatása alatt formálódtak ki Európában és Latin-Amerikában az 1960-as és az 1980-as években. A több mint nyolcvan művészi állásfoglalást bemutató tárlatot egy tizenhárom fős nemzetközi kurátorcsoport hozta létre a Kunstvereinnel szoros együttműködésben, két éves munkafolyamat során.
A korábban már Stuttgartban bemutatott kiállítás kilenc szekciója európai és dél-amerikai példákon keresztül a művészi munka körülményeire és stratégiáira helyezte a hangsúlyt, s mindezeket a rájuk nehezedő kulturális és politikai elnyomás különböző vonatkozásaival együtt mutatta be.
A kiállítás ugyancsak felvállalta a konceptuális művészet kiterjesztett értelmezésének és a térkép átrajzolásának kísérletét, amelyek megalapozása jóval túlmutat a már kanonizált angol-amerikai mozgalmak határain. Ebből adódóan addig kevésbé preferált reprezentációs formák és médiumok, valamint interdiszciplináris, kollaboratív és szociopolitikai adottságokkal bíró projektek is nagyobb hangsúlyt nyertek.

### A képek állása- State of Images
- Akademie der Künste, Hanseatenweg, Berlin – 2011. október 27. – 2012. január 1.
- ZKM│Zentrum für Kunst und Medientechnlologie, Karlsruhe – 2012. január 28. – augusztus 19.
- A KÉPEK ÁLLÁSA / budapesti események – 2012. október 16. – 2013. január 6.
- A KÉPEK ÁLLÁSA / kiállítás Wrocław – 2012. december 13. – 2013. február 1.

A kiállítás kurátorai: Piotr Krajewski (WRO Art Center, Wrocław) és Peternák Miklós (C³ Alapítvány, Budapest)
Kezdeményezés, koncepció: Siegfried Zielinski (Universität der Künste, Berlin)
http://stateofimages.c3.hu/
Bódy Gábor (1946–1985) és Zbigniew Rybczyński (1949–, Wroclaw) soha nem találkoztak egymással. Az elsőként 2011 őszén a berlini Akademie der Künste-ben, majd 2012-ben a karlsruhei ZKM médiamúzeumban, Wrocław-ban illetve Budapesten a két művész életművét közösen bemutató nagyszabású kiállítás mégis módot adott erre.
Kinematográfusként tizenöt év alatt Bódy Gábor három játékfilmet, három tévédrámát, s több mint harminc egyéb műfajú film- és videóprodukciót készített, tanulmányokat írt, oktatott, s mint – mai szóval – networker máig ható kezdeményezéseket indított útjára.
Alkotói pályája utolsó öt évét jórészt Berlinben töltötte, kísérleti videóműveket forgatott, megvalósította az Infermentalt, a világ első videókazettákon terjesztett mozgóképes periodikáját, mint új forgalmazási, kommunikációs és művészeti formát, tanított a berlini filmfőiskolán (DFFB), tanulmányokat írt, kompjúter-vezérelt hang és képkompozíciókkal kísérletezett.
Mintegy harminc év távlatából mondható, hogy a művek kiállták az idő próbáját, ezt mutatja a munkássága iránti folyamatos hazai és külföldi érdeklődés. A 21. század első évtizedének végéről visszatekintve Bódy művei, írásai, kezdeményezései még világosabban mutatják, mi is az alkotói innováció szerepe és jelentősége a kultúrában.
Ebből a perspektívából tekintve igazi szenzációvolt e művek újranézése, újragondolása, a szövegek és dokumentumok újraolvasása, nemzetközi hatásuk vizsgálata. Ez a következetes alkotómunka, a filmnyelvi kutatás, képelmélet, művészi-technikai innováció köti össze Zbigniew Rybczyński és Bódy Gábor mintegy másfél évtizeden át párhuzamosan futó pályáját, melynek során, egyáltalán nem mellékesen, remekművek születtek.
A kiállításhoz gazdagon illusztrált katalógus készült, többek között Peter Weibel, Siegfried Zielinski és Peternák Miklós médiateoretikusok, illetve művészettörténészek írásaival. Ugyancsak ez alkalomból jelent meg a C³ gondozásában egy három nyelven feliratozott DVD-kiadvány, amely Bódy Gábor összes külföldön készített – eddig Magyarországon jórészt elérhetetlen – videóműveit tartalmazza.
A kiállítás az Akademie der Künste, Berlin; WRO Art Center, Wrocław; Collegium Hungaricum Berlin; C³ Kulturális és Kommunikációs Központ Alapítvány, Budapest; ZKM | Zentrum für Kunst und Medientechnologie Karlsruhe együttműködésében valósult meg.

### Németh Hajnal „ÖSSZEOMLÁS” – Passzív Interjú
Magyar Pavilon, Giardini di Castello, Velence; 2011. június 4. – november 27.
Kurátor: Peternák Miklós
http://www.crash-passiveinterview.c3.hu
Az 54. Velencei Képzőművészeti Biennálén Németh Hajnal „ÖSSZEOMLÁS” – Passzív Interjú” című installációja képviselte a Magyar Pavilont 2011-ben. A mű meghatározó elemét alkotó kísérleti opera, párbeszédek formájában dolgozta fel különböző autóbalesetek történeteit. A teret betöltő, akusztikus élményként hallhatott darab párhuzamosan egy zenés film formájában is bemutatásra került a kiállításon. Az összeállítást a dialógusok szövegkönyvei, vagyis a passzív interjúkat tartalmazó jegyzőkönyvek egészítették ki, valamint tárgyi idézetként a térbe került egy balesetben alaposan összetört autó roncsa is. A lejegyzett, megénekelt vagy a karosszériába préselődött egyedi történéseken túl az egyes életek narratíváinak megkomponált verziói az emberi sors meghatározottságának lehetőségét vetették fel.

### 1,2,!? „Itt jelentkezzen öt egyforma ember"
Koncept palimpszeszt, vagy a magyar konceptuális művészet
Kurátor: Peternák Miklós
Paksi Képtár, 2014. március 28. – 2014. június 8.
http://www.concept.c3.hu/
A Konkoly Gyula 1969-es akciójának címét átemelő kiállítás minden addiginál nagyobb léptékben mutatta be a hazai konceptuális művészet tendenciáit, kísérleteit 1965 és 1983 közötti időszakból. A magyarországi avantgárd számos kanonikus művének eredetije, számos esetben másolata, reprodukciója volt együtt látható, amelyek közül nagy hangsúlyt kaptak a képi dokumentációk, videók és installációk. Mindezen belül váltakozva szerepeltek egyes, tematikus projektek, illetve egyes művészek jelentősebb műcsoportjai. Maurer Dóra és Bak Imre konceptuális sorozatai a velük készített interjúk miatt is kiemelt státuszt kaptak a kiállításon, akárcsak a „par excellence” konceptuális művész Pauer Gyula, akinek Tüntetőtábla-erdőjének 2009-es rekonstrukcióját a központi térben mutatták be. Az emeleten elkülönített vetítőteremben válogatás volt látható a Balázs Béla Stúdióban (részben az Új Zenei Stúdió tagjainak együttműködésével) készült experimentális filmekből, ami a korszak lényeges aspektusára, az interdiszciplináris gondolkodásra igyekezett rámutatni. Ugyanitt volt látható Jovánovics György 1971-es Mennyezetre szorító készülékének fotósorozata (Jovánovics, Erdély Miklós, Lakner László, Szentjóby Tamás akciófotóival), Szentjóby emblematikus objektje, a Hűlő víz és a Balatonbogláron megrendezett, első vizuális költészeti kiállítás dokumentumai (rendezte: Maurer Dóra és Tóth Gábor). Ugyancsak ebben a szekcióban kapott helyet a kurátor által összegyűjtött, forrásként jól használható videodokumentáció, illetve az 1997-ben megrendezett szimpozion videófelvételei is.

### Szemrezonátor az Erőműben
Kelenföldi Erőmű, 2015. május 1-3.
http://eyeresonator.c3.hu/
A 2014-es OFF-Biennále részeként megvalósult Szem rezonátor az Erőműben egy immerzív installáció, amely a látogatót képzeletének foglyul ejtésével, értelmét és érzelmeit manipulálva illetve fokozva igyekezte magába vonzani, miközben válaszolt a néző szemmozgásaira. A Szem rezonátor a megértés képességét feltárva szállította a nézőket a jövőbe a Borbíró Virgil által tervezett Kelenföldi Erőmű vezénylőterem káprázatos üvegkupolája alatt.
Minden kapcsolódás a rendszerhez egyedi, válaszolt az egyén szándékos és akaratlan megnyilvánulásaira s így sajátos feszültség keletkezett a kétféle kontroll miatt: hol mi irányítottunk, hol pedig minket irányítottak. A Szem rezonátor az Erőműben az érzékelés és az ön-tudatosság aspektusait vizsgálta, tárta fel az esztétikai élvezet és az unalom eszközeivel.

### Időalap
Idő-alapú médiaművek a kortárs képzőművészetben
Kurátor: Peternák Miklós
Budapest Galéria, 2015. december 5. – 2016. március 20.
http://www.c3.hu/idoalap/
A Time-Base Corrector az analóg videotechnika egyik fontos kiegészítő eszköze volt, stabilizálta a gyakran szétesésre hajlamos elektronikus jelet, korrigálta a szinkron, a hang- és a kép esetleges technikai hibáit s így jó minőségben tette láthatóvá, hallhatóvá a nézők számára az elérni kívánt tartalmakat. Ez a készülék ugyanakkor mára, mint a digitális világban szükségtelen, eltűnt – még mielőtt magyarul meg tudtuk volna rendesen nevezni.
A Time Based Art – idő alapú művészet – kategória is az analógból digitálisba forduló kor produktuma. Mindazon műalkotások összefoglaló neveként kísérelték meg bevezetni, melyek más módon veszik igénybe a néző idejét, mint a festmény, a szobor, a grafika vagy az épület. Míg utóbbi médiumok esetén a nézőtől függ, mennyi időt szán az adott alkotásra, az időalapú – gyakran médiaművészetnek is nevezett – formánál a befogadás alapvető feltétele, hogy a néző erre határozott időtartamot szánjon saját személyes idejéből, ami alatt a művet feltárja, meghallgatja, megnézi. Idő alapú a zene, a színház, a film, a rádió és a televízió, de idő alapú a digitális technikák elterjedésével megszületett interaktív multimédia, a virtuális és kiterjesztett világok, a videojátékok és az Interneten létrehozott műalkotások sokasága is.
A bemutató törzsanyaga a 2010 és 2015 közti időszakban született alkotásaiból tevődött össze, ún. „egycsatornás” videoművek mellett installációk és archívumi jelleggel helyben nézhető, korábbi munkák, összeállítások mutatták be az aktuális képet és jelentették meg az átalakulások hátterét.
A bemutató speciális részeként a digitális kultúrát tágasabban értelmező szekció, melyben a legfiatalabb generáció, a 19 év alattiak kreatív számítógép használatának sokrétűségéről kaphatott jelentést a látogató a <19 Szabadfogású Számítógép Verseny révén, adott esetben akár a művészettől függetlenül.

## Projektek

### C3 Műhelypályázat
A C3 1996-ban elindított Műhelypályázatának céljaként olyan projektek támogatása és létrehozását tűzte ki, amelyek elsősorban a digitális médiatechnológia kreatív alkalmazásán alapulnak, s a tudomány és művészet újszerű kapcsolatára, a kultúra és kommunikáció aktuális törekvéseit igyekezték reprezentálni. A pályázatnál előnyben részesültek a témával kapcsolatos hazai multidiszciplináris gyakorlati és elméleti kutatások, művészeti programok. A sikeres pályázók számára a C³ minden esetben eszközhasználatot és mentori segítséget biztosított. A pályázattal ösztöndíj-támogatás nem járt, azonban a nyertes pályamunkák kivitelezéséhez szükséges eszközöket és szoftvereket a Központ szerezte be. A C³ által meghirdetett pályázatok során több mint 100 új műalkotás megvalósítását segítette elő. Az elkészült műveket saját gyűjteménye részeként igyekszik minél szélesebb körben ismertté tenni, s nemzetközi kapcsolatai révén a hazai és nemzetközi médiaművészeti kiállításokon és fórumokon azok szerepeltetését elősegíteni.

### Para Rádió
http://www.pararadio.hu/
A C³ által éltre hívott Para Rádió 1997-ben kezdett el online műsorait sugározni. A stúdió a C³ országház utcai épületében lett kialakítva, és amíg kezdetben csak heti néhány alkalommal jelentkezett be a stáb, rövid időn belül egyre gyakrabban sugárzott műsort este 6 és 10 óra között. Törekedtek arra, hogy ne csak egyetlen téma köré épüljenek a rádió műsorai, hanem igyekeztek minél szélesebb körben találjanak hallgatóságot maguknak, minél sokoldalúbbak, változatosabbak legyenek. Könnyűzenei mixműsortól, melyben neves előadók és fiatal tehetségek működtek közre, csillagászati ismeretterjesztő műsoron át, a szubkultúrákról illetve azoknak szóló műsorokig széles tematikájú tartalmakat készítettek a szerkesztők. A rádióműsor szolgáltatáson kívül rengeteg „offline” rendezvényt is szerveztek, vagy közreműködtek annak megszervezésében. Az egyik legsikeresebb és legnevesebb rendezvény az X- Peripheria Fesztivál, amely 4 egymást követő évben került megrendezésre, neves külföldi fellépők közreműködésével.
A rádió elsődleges céljának tekintette, hogy a szórakoztatásra és ismeretterjesztésre közel azonos hangsúly essék, hogy bemutassa a tehetségeket vagy akár a hátrányos helyzetűeket, őket elfogadtassa és a problémákra való figyelemfelkeltéssel, zenei, művészi hajlamuk kiteljesítésében teret és eszközt biztosítson. Zászlóvivőként lépett fel annak érdekében, hogy olyan zenei kínálattal rendelkezzen, olyan stílusokat vonultasson fel, melyeknek rengeteg követője van hazánkban, ugyanakkor nem található meg egyetlen magyarországi rádió repertoárjában sem, „underground” mivolta miatt.
A kezdeti időszakban a rádió rendkívül sikeres időszakot élt meg. Kellő támogatás és felszereltség, az éves költségvetés révén erős aktivitás jellemezte online és offline területen egyaránt, s ezzel párhuzamosan hírneve is növekedett. Miután a Soros Alapítvány levette kezét a C³-ról, így a rádió is nehéz helyzetbe került, a források lassan csökkentek. Az anyagi nehézségek egyre kilátástalanabb helyzetet teremtettek a rendezvények, s az azokhoz szükséges támogatók megszerzéséhez.
A Para Rádió mindig törekedett a megújulásra, fejlődésre, az egyre rohamosabb léptékben változó szokások és ízléseket kielégítésére, hogy hallgatói mindig a lehető legeredetibb zenei kínálatból válogathassanak. A kb. 40 fős stáb 2006. januárjától 24 órás non-stop adóvá „fejlesztette” a rádiót. 2007. szeptemberétől azonban a C3 nem tudta támogatni a Para Rádió programját. A Para Rádió megszűnését követően a szerkesztők, nonprofit, civil, önkéntes alapon működő PFLAG Egyesülettel lépett együttműködésre.

### exindex
http://exindex.hu/
Az exindex a C³ Központ 2000-ben elindított online művészeti folyóirata. A projekt az Index című kéthavonta megjelenő programajánló leporelló hálózatra történő átültetésével, s egy folyamatosan bővülő aktuális, művészeti weboldal kialakításával indult, mely végül jelentősen kibővülve önálló arculatú folyóiratként működik. A folyóirat rovatai a kortárs művészeti élet aktuális hírei és a programajánlatok mellett kritikákat, ismertetőket, művészekről szóló dokumentációkat tartalmaznak, adatbázis alapú szerkezetben. A „tetthely” rovatban 70-75 budapesti és vidéki galéria, múzeum adatai, aktuális kiállítások, megnyitók kiállítások ismertetői, művészek életrajzai, képek, aktuális információk szerepelnek. Az exindex a magyar nyelvű cikkek mellett számos angol nyelvű tartalmat is megjelentet az oldalán. A „Téma” rovatban negyedévente egy-egy nagyobb művészeti problémát jár körbe a szerkesztőség közösen számos vendégszerzővel, de itt találhatók az aktuális információk, kritikák és interjúk is. Az exindex struktúrája nyitott, rovatai és a megjelenített tartalom döntő újdonsága, hogy a napi aktualitások azonnali közlése együtt jár egy állandóan bővülő, forrásértékű archívum létrehozatalával. Az exindext megelőzően nem volt olyan átfogó magyar nyelvű weboldal, amely a kortárs képzőművészeti élet eseményeivel folyamatosan foglalkozott volna. Az exindex a nyomtatott szaksajtónál kritikusabb hangot üt meg, a leírások helyett a megalapozott bírálatokra helyezve a hangsúlyt.

### <19 Szabadfogású Számítógépverseny
http://verseny.c3.hu
A C3 különböző szintű oktatási projektek kezdeményezésével járul hozzá az információs társadalommal kapcsolatos új ismeretek terjesztéséhez. Ennek részeként az Alapítvány 2003 óta évente országos számítógépes versenyt hirdet meg 19 év alatti fiataloknak.
Ma Magyarországon a 19 év alatti generációra fókuszáló, az informatikai kreativitást ösztönző és az eredményeket nyilvánosan bemutató verseny, amely által a fiatalok nemcsak megerősítést, hanem bemutatkozási lehetőséget, valamint szakmai kommunikációs platformot és támogatást is kapnak, a <19 Szabadfogású Számítógépversenyen kívül nem létezik. Az eddigi versenyekre közel 6000 pályázat érkezett, beleértve a határon túlról pályázók munkáit is. A verseny játékosan tanít és nevel, miközben az ötletek megvalósítására ösztönöz. A tizenéves generáció problémafelvetései és megoldásai releváns lokális és globális válaszokat adnak. A verseny hívta életre például 2005-ben az Időkép projektet, mely azóta több százezres napi látogatottságú portállá fejlődött.
A verseny európai partnerei több éve az osztrák U19 – Create Your World (Ars Electronica), a német MB21 (Medienkulturzentrum Dresden), valamint a svájci bugnplay.ch (Migros-Kulturprozent), ami annyit jelent, hogy a díjnyertes magyar fiatalok számára rendszeres lehetőség nyílik a külföldi bemutatkozásra is. A nyertes alkotásokat minden évben kiállítás keretében kerülnek bemutatásra a nemzetközi network válogatott, nyertes műveit is Magyarországra hozva.